# Pegayaman
Pegayaman is een bestuurslaag in het regentschap Buleleng van de provincie Bali, Indonesië. Pegayaman telt 5333 inwoners (volkstelling 2010).